# Xã Bethlehem, Quận Coshocton, Ohio
Xã Bethlehem (tiếng Anh: Bethlehem Township) là một xã thuộc quận Coshocton, tiểu bang Ohio, Hoa Kỳ. Năm 2010, dân số của xã này là 1.123 người.